# بلمانت (نیوهمپشایر)
بلمانت (به انگلیسی: Belmont) شهری در ایالت نیوهمپشایر کشور ایالات متحده آمریکا است که جمعیت آن در سرشماری سال ۲۰۱۰ میلادی، ۱٬۳۰۱ نفر بوده‌است.